# IX. Schriftstellerkongreß der DDR

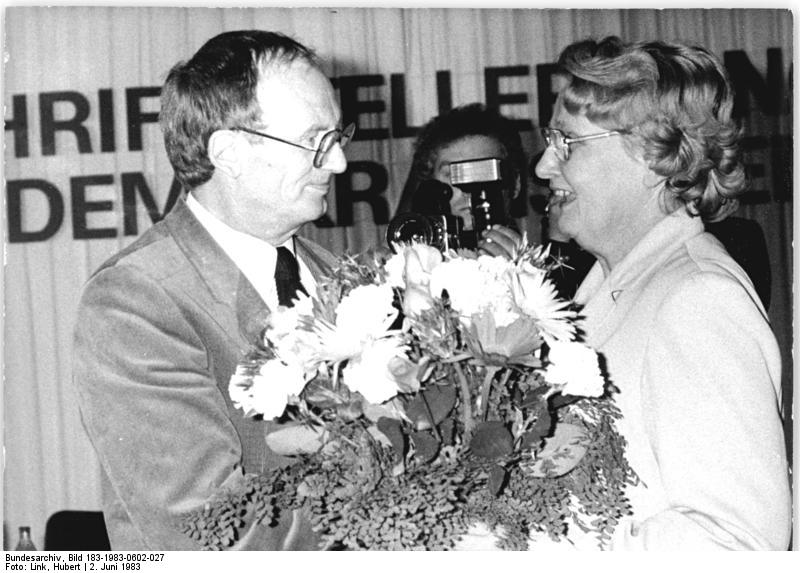
Der wiedergewählte Schriftstellerverbandspräsident Hermann Kant erhält Glückwünsche von Ursula Ragwitz, Leiterin der Abteilung Kultur des ZK der SED

Der IX. Schriftstellerkongreß der DDR fand vom 31. Mai bis 2. Juni 1983 in Ost-Berlin statt.

## Verlauf
Nach dem Ausschluss vieler kritischer Schriftsteller aus dem Schriftstellerverband 1976 (nach der Biermann-Ausbürgerung) und 1979 (nach dem Strafverfahren gegen Stefan Heym) verlief der IX. Schriftstellerkongreß 1983 sehr unspektakulär.
Es gab eine „schöpferische Aussprache“ der verbliebenen Mitglieder des Schriftstellerverbandes. Der Minister für Kultur hielt eine Grußansprache. Der Kongress verabschiedete eine Grußadresse an das ZK der SED als Antwort auf dessen Grußadresse.
Der Vorsitzende des Schriftstellerverbandes Hermann Kant wurde einmütig wiedergewählt.
Es gab keine nennenswerten kontroversen Beiträge.
In der Zeit des Kongresses starb die langjährige Vorsitzende des Schriftstellerverbandes Anna Seghers, derer gedacht wurde.